# Anambé
De Anambé zijn een inheems volk in Brazilië. Zij wonen in de omgeving van de rivier Cairari in de deelstaat Pará. Zij spreken een taal uit de Tupi-Guarani-familie. In 2000 zijn er 182 Anambé geteld.

## Geschiedenis
In de eerste geschriften worden de Anambé vaak verward met de Turiwara en de Amanayé. Oorspronkelijk woonden zij in Pacajá, ten westen van de rivier Tocantins. Aan het begin van de 19e eeuw leefden zij daar vreedzaam samen met enkele Jezuïeten. Er kwamen echter meer blanken in het gebied, en deze dwongen de Anambé om voor hen te werken. De mannen werden van de vrouwen gescheiden. De mannen werkten op het land of als roeier, de vrouwen als kokkin of wasvrouw.
Bovendien werden zij aangevallen door de Curumbu. Hierop vestigde een deel van de Anambé zich aan de linkerover van de Tocantins, in de huidige gemeente Baião, waar zij bescherming vroegen. In 1874, aan het eind van de aanvallen van de Curumbu waren er nog 46 Anambé over. Een deel hiervan stierf later aan de pokken.
In het midden van de 20e eeuw kwamen er houthakkers in het gebied. Tot de jaren '80 werkten de Anambé in loondienst van deze houthakkers.

## Moderne tijd
Tegenwoordig hebben de Anambé veel van hun tradities verloren. Sinds enkele generaties trouwen zij ook met niet-Anambé. Vanaf 1940 zijn de eerste Anambé bekeerd tot het christendom. Tegenwoordig zijn sommigen van hen katholiek, anderen evangelisch.
De huizen van de Anambé zijn bedekt met stro of houtafval. Zij gebruiken een vijzel om hun voedsel te vermalen, en pijl-en-boog om te jagen.